# Yousri Bouzok
Yousri Bouzok (en arabe : يسري بوزوق) est un footballeur algérien né le 18 août 1996 à Constantine. 
Il commence sa carrière footballistique en rejoignant le centre de formation du Paradou AC. En 2017, il intègre l'équipe première et fait ses débuts en professionnel. Il finit troisième passeur du championnat en 2018-2019 et deuxième buteur en 2021-2022 avec 14 unités. En juillet 2022, il rejoint le Raja Club Athletic où il remporte en 2024 le doublé coupe-championnat, en finissant meilleur buteur et passeur du championnat.

## Biographie

### Débuts au Paradou AC (2016-2022)
En 2016, il rejoint l'équipe première avec qui il réalise la montée en Ligue 1 au terme de la saison 2016-2017.
Le 7 septembre 2017, il dispute son premier match en première division contre le MC Oran (victoire 1-0). Le 9 février 2018, il inscrit son premier but et celui de la victoire contre l'USM Blida (1-0). Le 24 avril, il marque un doublé contre l'ES Sétif (victoire 4-2).
Troisième meilleur passeur du championnat 2018-2019, il aide son équipe à terminer à la 3e place derrière l'USM Alger et la JS Kabylie, et à atteindre les quarts de finale de la Coupe d'Algérie.
Le 24 août 2019, Yousri Bouzok joue son premier match en compétitions internationales à l'occasion du premier tour de la Coupe de la confédération 2019-2020 contre le Club industriel de Kamsar (défaite 1-0). Les algériens ne doutent pas lors du match retour et s'imposent sur le score de 3-0 avec un but de Bouzok.
Il termine sa dernière saison au deuxième rang des meilleurs buteurs de Ligue 1 2021-2022 avec 14 réalisations. Il totalise avec son club formateur quelque 38 buts et 17 passes décisives en 130 matchs.

### Révélation au Raja CA (2022-2024)
Le 31 juillet 2022, il rejoint le Raja Club Athletic en paraphant un contrat de trois saisons et devient le quatrième joueur algérien de l'équipe avec Gaya Merbah, Raouf Benguit et Mehdi Boukassi.
Le 4 septembre au Stade Mohammed-V, sous la houlette de Faouzi Benzarti, il est titulaire dès la première journée du championnat face à l'Olympique de Safi (2-2). Le 8 octobre, il dispute sa première rencontre en Ligue des champions face à ASN Nigelec à Niamey où le Raja s'impose logiquement sur le score de 0-2.
Le 5 novembre, Yousri Bouzok délivre sa première passe décisive pour Zakaria Hadraf qui inscrit le troisième but face au JS Soualem en déplacement à Mohammédia (victoire 1-4).
Le 6 janvier 2023, au titre de la 11e journée du championnat contre l'Ittihad de Tanger, il délivre un centre décisif pour Jamal Harkass qui inscrit le deuxième but du Raja CA (victoire 3-0).
Le 17 janvier, il marque son premier but et permet au Raja de renverser le score et d'arracher la victoire contre le Mouloudia d'Oujda (2-1). Le 10 février, il marque son premier but en Ligue des champions face au Vipers SC (victoire 5-0).
Le 28 décembre, il inscrit le premier triplé de sa carrière contre l'Ittihad de Tanger en championnat (victoire 6-1).
Le 15 juillet 2023 au Complexe sportif Moulay-Abdallah, le Raja dispute la finale de la Coupe du trône face à la RS Berkane, qui remporte ce match en prolongations après l'expulsion précoce de Marouane Hadhoudi et un pénalty annulé par la VAR (1-0),.
La saison 2023-2024 voit le Raja réaliser un exploit historique en remportant le doublé coupe-championnat sans aucune défaite. Les Verts ont pourchassé l'AS FAR depuis le début de la saison jusqu'à la 29e journée quand Adam Ennafati marque le coup franc décisif à la dernière minute contre le Wydad et les propulse à la tête du classement. Le 14 juin 2024, le club s'assure le titre en s'imposant face au Mouloudia d'Oujda (0-3) et bat également le record des points avec 72 unités. Le 14 juin 2024, le Raja est sacré champion du Maroc pour la 13e fois avec 72 points tout en restant invaincu durant toute la saison, deux records dans l'histoire du championnat. Bouzok est sacré meilleur buteur et meilleur passeur du championnat. Le 1er juillet, le Raja enchaîne avec une quatorzième victoire de suite en battant l'AS FAR encore une fois en finale de la Coupe du trône pour s'assurer le troisième doublé de son histoire.   
Le 20 décembre, il rompt son contrat avec le Raja CA à l'amiable après deux saisons et demi passées au club.

### Al Raed (depuis 2025)
Le 14 janvier 2025, Bouzok rejoint le club saoudien Al-Raed FC au terme d'un transfert libre.

## Statistiques

### En club
| Saison                | Club                  | Championnat           | Championnat | Championnat | Championnat | Coupe(s) nationale(s) | Coupe(s) nationale(s) | Coupe(s) nationale(s) | Compétition(s) continentale(s) | Compétition(s) continentale(s) | Compétition(s) continentale(s) | Compétition(s) continentale(s) | Autres compétitions | Autres compétitions | Autres compétitions | Autres compétitions | Total | Total | Total |
| Saison                | Club                  | Division              | M.          | B.          | P.d.        | M.                    | B.                    | P.d.                  | Comp.                          | M.                             | B.                             | P.d.                           | Comp.               | M.                  | B.                  | P.d.                | M.    | B.    | P.d.  |
| 2016-2017             | Paradou AC            | Ligue 2               | 4           | 0           | 0           | -                     | -                     | -                     | -                              | -                              | -                              | -                              | -                   | -                   | -                   | -                   | 4     | 0     | 0     |
| 2017-2018             | Paradou AC            | Ligue 1               | 22          | 4           | 1           | 2                     | 1                     | 0                     | -                              | -                              | -                              | -                              | -                   | -                   | -                   | -                   | 24    | 5     | 1     |
| 2018-2019             | Paradou AC            | Ligue 1               | 23          | 4           | 4           | 3                     | 0                     | 0                     | -                              | -                              | -                              | -                              | -                   | -                   | -                   | -                   | 26    | 4     | 4     |
| 2019-2020             | Paradou AC            | Ligue 1               | 18          | 7           | 1           | 3                     | 1                     | 4                     | C2                             | 11                             | 4                              | 0                              | -                   | -                   | -                   | -                   | 32    | 12    | 5     |
| 2020-2021             | Paradou AC            | Ligue 1               | 23          | 5           | 2           | -                     | -                     | -                     | -                              | -                              | -                              | -                              | -                   | -                   | -                   | -                   | 23    | 5     | 2     |
| 2021-2022             | Paradou AC            | Ligue 1               | 29          | 14          | 3           | -                     | -                     | -                     | -                              | -                              | -                              | -                              | -                   | -                   | -                   | -                   | 29    | 14    | 3     |
| Sous-total            | Sous-total            | Sous-total            | 119         | 34          | 11          | 8                     | 2                     | 4                     | -                              | 11                             | 4                              | 0                              | -                   | -                   | -                   | -                   | 138   | 40    | 15    |
| 2022-2023             | Raja CA               | Botola Pro            | 28          | 3           | 3           | 5                     | 0                     | 1                     | C1                             | 9                              | 1                              | 3                              | -                   | -                   | -                   | -                   | 42    | 4     | 7     |
| 2023-2024             | Raja CA               | Botola Pro            | 27          | 14          | 9           | 5                     | 1                     | 2                     | -                              | -                              | -                              | -                              | UAFA                | 3                   | 1                   | 0                   | 35    | 16    | 11    |
| 2024-2025             | Raja CA               | Botola Pro            | 12          | 3           | 2           | -                     | -                     | -                     | C1                             | 5                              | 0                              | 1                              | -                   | -                   | -                   | -                   | 17    | 3     | 3     |
| Sous-total            | Sous-total            | Sous-total            | 67          | 20          | 14          | 10                    | 1                     | 3                     | -                              | 14                             | 1                              | 4                              | -                   | 3                   | 1                   | 0                   | 94    | 23    | 21    |
| 2024-2025             | Al-Raed FC            | Saudi Pro League      | 20          | 1           | 6           | 1                     | 0                     | 0                     | -                              | -                              | -                              | -                              | -                   | -                   | -                   | -                   | 21    | 1     | 6     |
| Total sur la carrière | Total sur la carrière | Total sur la carrière | 206         | 55          | 31          | 19                    | 3                     | 7                     | -                              | 25                             | 5                              | 4                              | -                   | 3                   | 1                   | 0                   | 253   | 64    | 42    |

## Palmarès

### En club
| Paradou AC (1)                    | Raja CA (2)                                                                               |
| --------------------------------- | ----------------------------------------------------------------------------------------- |
| - Ligue 2 (1) : - Champion : 2017 | - Botola Pro : - Champion : 2024 - Coupe du Trône : - Vainqueur : 2024 - Finaliste : 2023 |

### Récompenses individuelles
- Meilleur joueur étranger de la Botola Pro 2023-24[21].
- Meilleur buteur du Botola Pro 2023-24 (14 buts).
- Meilleur passeur du Botola Pro 2023-24 (8 passes).